# Diffrazione neutronica
La diffrazione neutronica o scattering elastico di neutroni è la tecnica che usa lo scattering di neutroni per determinare la struttura atomica o magnetica di un materiale. Il campione da esaminare viene posto in un raggio di neutroni di opportuna energia in modo da ottenere una figura di diffrazione che fornisce informazioni sulla struttura del materiale. Questa tecnica è simile alla diffrazione dei raggi X, ma fornisce informazioni diverse e complementari dato che neutroni e raggi X hanno diverse proprietà di diffrazione.

## Requisiti dello strumento e del campione
Questa tecnica richiede una sorgente di neutroni, che in genere sono prodotti da un reattore nucleare a fissione o da una sorgente a spallazione. Presso un reattore per ricerca sono necessari anche altri componenti, come monocromatori a cristallo e filtri per selezionare neutroni della lunghezza d'onda voluta. Le sorgenti  a spallazione non hanno bisogno di monocromatori, dato che usano la tecnica del tempo di volo per selezionare i neutroni in funzione dell'energia (i neutroni più veloci hanno più energia).
In genere la misura viene eseguita col metodo delle polveri, che richiede solo un campione costituito da polveri microcristalline. Per misure su cristallo singolo occorrono cristalli molto più grandi di quelli che si usano in cristallografia a raggi X; si usano comunemente cristalli di circa 1 mm3.
La tecnica della diffrazione neutronica ha vari vantaggi, tra i quali: sensibilità per atomi leggeri, capacità di distinguere isotopi, assenza di danni da radiazione. Lo svantaggio principale della tecnica è il bisogno di un reattore nucleare. Inoltre, per studi su cristallo singolo occorrono cristalli piuttosto grandi, che sono spesso difficili da ottenere.

## Dispersione nucleare
Come tutte le particelle elementari, i neutroni mostrano fenomeni ondulatori analoghi a quelli associati a luce e suono. Uno di questi fenomeni è la diffrazione, che si ha quando un'onda incontra un ostacolo che ha dimensioni paragonabili alla lunghezza d'onda. Se la lunghezza d'onda associata ad una particella elementare è abbastanza piccola, anche atomi e nuclei sono ostacoli che possono provocare diffrazione. Quando un fascio di neutroni provenienti da un reattore viene rallentato in modo opportuno, si possono ottenere neutroni con lunghezza d'onda di circa un ångström (0,1 nanometro), che è la distanza che tipicamente separa gli atomi in un materiale solido. Un simile fascio di neutroni può quindi essere utilizzato per un esperimento di diffrazione, dato che colpendo un campione cristallino verrà disperso in un numero limitato di direzioni specifiche, rispettando la legge di Bragg come nel caso della diffrazione dei raggi X.
Neutroni e raggi X interagiscono con la materia in modo differente. I raggi X interagiscono principalmente con la nuvola elettronica che circonda ogni atomo, e dunque atomi con numero atomico (Z) grande contribuiscono maggiormente alla figura di diffrazione. I neutroni, invece, interagiscono direttamente con il nucleo dell'atomo, e quindi il contributo alla figura di diffrazione dipende dall'isotopo; ad esempio, idrogeno e deuterio danno contributi differenti. Molto spesso atomi leggeri (con Z piccolo) contribuiscono notevolmente alla figura di diffrazione anche in presenza di atomi più pesanti (con Z grande). L'entità della dispersione non cambia in modo lineare col numero atomico, ma varia da isotopo a isotopo. Un elemento come il vanadio disperde fortemente i raggi X, ma il suo nucleo disperde ben poco i neutroni, e per questo motivo il vanadio viene spesso usato come materiale contenitore. La diffrazione neutronica non magnetica è direttamente influenzata dalla posizione dei nuclei degli atomi.
I neutroni sono dispersi principalmente dai nuclei degli atomi, che sono minuscoli rispetto alle dimensioni dell'atomo. Inoltre, non occorre considerare un fattore di forma atomico per descrivere la forma della nuvola elettronica dell'atomo, e la forza dispersiva di un atomo non cala con l'angolo di dispersione come succede con i raggi X. I diffrattogrammi mostrano di conseguenza picchi di diffrazione intensi e ben definiti anche ad alto angolo, specialmente se la misura viene fatta a bassa temperatura. Molte sorgenti di neutroni sono attrezzate con sistemi di raffreddamento a elio liquido per permettere l'acquisizione di dati a temperature fino a 4,2 K. L'alta risoluzione ottenibile permette di determinare con elevata precisione la posizione degli atomi nella struttura. 

## Dispersione magnetica
I neutroni sono scarichi ma possiedono uno spin, e quindi interagiscono con momenti magnetici, compresi quelli dovuti alla nuvola elettronica che circonda l'atomo. La diffrazione neutronica può quindi dare informazioni sulla struttura magnetica microscopica di un materiale.
La dispersione magnetica richiede un fattore di forma atomica dato che la nuvola elettronica attorno all'atomo è molto più grande del minuscolo nucleo. L'intensità del contributo magnetico ai picchi di diffrazione diminuirà pertanto spostandosi verso alti angoli.

## Usi
La diffrazione neutronica può essere usata per determinare il fattore di struttura di gas, liquidi o solidi amorfi. La maggior parte degli esperimenti sono però effettuati per chiarire la struttura di solidi cristallini; per questo motivo la diffrazione neutronica è una tecnica importante in cristallografia.
La diffrazione neutronica è strettamente correlata alla diffrazione dei raggi X su polveri. Di fatto misure su cristallo singolo sono meno comuni, dato che le attuali sorgenti di neutroni richiedono campioni relativamente grandi, e per la maggior parte dei materiali è difficile o impossibile ottenere cristalli singoli di dimensioni adeguate. In futuro la situazione potrebbe cambiare. Tipicamente si acquisisce un diffrattogramma 1D su polveri e lo si elabora affinando la struttura con il metodo di Rietveld. Questo metodo è stato sviluppato in origine da Hugo Rietveld per la diffrazione neutronica (1969), e solo in seguito è stato utilizzato per la diffrazione dei raggi X (1977).
Una applicazione pratica della diffrazione neutronica è la misura accurata della costante di reticolo di metalli e altri materiali cristallini. Usando un microposizionatore accuratamente allineato si può ricavare una mappa della costante di reticolo all'interno del metallo. Questa mappa si può poi convertire nel campo di tensione interna (stress) relativo al materiale. Dati di questo tipo sono stati usati ad esempio per analizzare la tensione interna di componenti per l'industria automobilistica e l'ingegneria aerospaziale. Sono stati inoltre sviluppati diffrattometri specifici per misure di tensione interna, come la strumentazione ENGIN-X operativa presso la sorgente di neutroni ISIS.
La diffrazione neutronica può anche fornire informazioni sulla struttura tridimensionale di qualsiasi materiale disperdente.

## Storia
I primi esperimenti di diffrazione neutronica furono effettuati nel 1945 da Ernest O. Wollan (1902-1984) usando il reattore a grafite presso il Oak Ridge National Laboratory. Poco dopo, nel giugno 1946, si aggiunse Clifford Shull, e i due stabilirono i principi fondamentali della tecnica, applicandola successivamente a molti materiali differenti, e affrontando problemi come la struttura del ghiaccio e la disposizione a livello microscopico dei momenti magnetici dei materiali. Per questi risultati Shull ricevette il Premio Nobel per la fisica nel 1994, assieme a Bertram Brockhouse. Il ritardo intercorso tra i risultati ottenuti (1946) e il riconoscimento del premio (1994) è vicino al record posseduto da Ernst Ruska che inventò il microscopio elettronico nel 1933 e ricevette il Premio Nobel nel 1986.